# Prismognathus bretschneideri
Prismognathus bretschneideri là một loài bọ cánh cứng trong họ Lucanidae. Loài này được Schenk mô tả khoa học năm 2008.